# Siméon de Clopas
Pour les articles homonymes, voir Saint Siméon et Simon.
Siméon fils de Clopas (Συμεὼν ὁ τοῦ Κλωπᾶ), Shiméon ou Simon, parfois orthographié Siméon fils de Cléophas (mort crucifié en 107/108,,), fut le deuxième chef de l'Église de Jérusalem après la chute de Jérusalem, d'environ 73 jusqu'à sa mort. Le précédent dirigeant connu du mouvement est Jacques le Juste mort vers 61/62 et dont Flavius Josèphe mentionne la condamnation, puis la lapidation. La tradition catholique retient que l'apôtre Simon-Kephas (Simon-Pierre) aurait lui aussi exercé cette fonction, sans que l'on puisse déterminer si cela a eu lieu avant ou après Jacques le Juste. Toutefois, l'apôtre Pierre ne figure dans aucune liste ecclésiastique antique, qui toutes donnent Jacques comme premier évêque de Jérusalem et Siméon de Clopas comme deuxième,. La prééminence de Jacques est confirmée par les épîtres de Paul et les Actes des Apôtres, ainsi que plusieurs autres sources chrétiennes antiques.
Eusèbe de Césarée le dit « cousin germain de Jésus », fils de Clopas (Hist. eccl. 4, 22, 4), celui-ci étant selon lui le frère de Joseph, le « père » de Jésus, dans un passage qui est une citation de l'historien Hégésippe (Hist. eccl. 3, 11, 32). Siméon paraît donc être l'un des cousins de Jésus, et de ses autres frères dont Jacques le Juste, auquel il a succédé à la tête de la communauté nazôréenne (judéo-chrétienne). On ne sait si sa mère est Marie la femme de Clopas et donc s'il est le frère de Jacques le Mineur et de Joset mentionnés dans les évangiles, ou s'il est seulement leur demi-frère (par leur père: Clopas).
Un texte attribué à Hippolyte de Rome indique que Siméon de Clopas aurait lui aussi été surnommé « le Zélote », tout comme les apôtres Jude et Simon. Sur cette base, certains auteurs modernes émettent l'hypothèse qu'il ait pu être le « frère » de Jésus appelé Simon le Zélote. Toutefois, aucun auteur ne semble faire cette supposition dans les premiers siècles du christianisme, malgré les nombreux débats concernant les « frères » de Jésus qui ont lieu à partir du IVe siècle et lorsque cette identification semble apparaître au VIIIe siècle, celle-ci est contestée.
C'est un saint chrétien aussi bien dans les Églises orientales qu'occidentales.

## Éléments biographiques
Épiphane de Salamine mentionne plus complètement qu'Eusèbe de Césarée la notice d'Hégésippe de Jérusalem racontant la lapidation de Jacques le Juste. Selon cette notice, Siméon qui aurait assisté à l'exécution de son cousin était « l'un des prêtres des fils de Rechab, l'un des Réchabites. »

### Cousin germain de Jésus
Siméon ou Shimeon est le fils de Clopas (parfois orthographié Cléopas dans les Constitutions apostoliques en latin) selon les sources chrétiennes dont le plus ancien témoin figure dans des citations d'Hégésippe (IIe siècle) effectuées par Eusèbe de Césarée,. Clopas — dont le nom juif serait Jude selon un texte attribué à Hippolyte de Rome (début du IIIe siècle) — est un frère de Joseph, le « père » de Jésus (Hist. eccl. 3, 11, 1). Bien qu'il soit seulement mentionné qu'il est le fils de Clopas, la plupart des critiques estiment que sa mère était Marie, une demi-sœur de Marie la mère de Jésus qui est mentionnée dans les évangiles comme l'une des trois Marie au pied de la croix de Jésus, sous le nom de « Marie la femme de Clopas » dans l'évangile selon Jean et de « Marie la mère de Jacques le petit et de Joset » dans les évangiles attribués à Marc et à Matthieu, Siméon n'étant pas cité comme un de ses fils car probablement né après la crucifixion de Jésus. Pour François Blanchetière, Siméon est donc à double titre « cousin du Sauveur » (cf. Hégésippe). C'est aussi un cousin germain des apôtres Jean et Jacques de Zébédée, puisque Marie Salomé, la mère des fils de Zébédée, est la troisième fille — elle aussi appelée Marie — que Anna, la grand-mère de Jésus, a eue avec son troisième mari Salomé, parfois orthographié Salomas.
Comme ses cousins Jésus et Jacques le Juste, Siméon est un Juif circoncis, comme le sont les quinze évêques de Jérusalem avant que tous les Juifs en soient expulsés, après l'échec de la Révolte de Bar Kokhba (vers 135).

### Témoin de l'exécution de Jacques le Juste

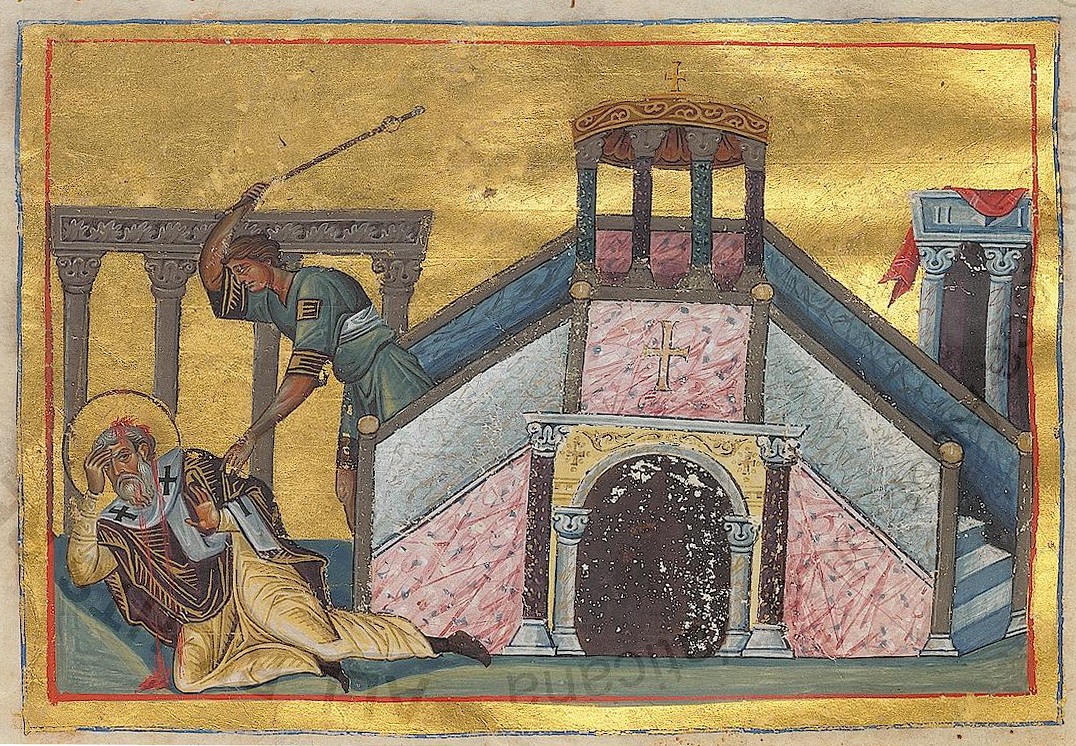
Martyre de Jacques le Juste dans le Ménologe de Basile II, un manuscrit daté de la fin du Xe siècle, ou du début du XI.

Le premier chef de l'Église primitive est un frère de Jésus doublement cousin de Siméon appelé Jacques le Juste. Il a été exécuté par lapidation en 61/62 sur ordre du grand prêtre Ananius ben Anân — le beau-frère de Joseph Caïphe — « pendant la période d'anarchie qui a régné à Jérusalem après la mort du procurateur romain Festus  (60 – 62) et avant l'arrivée de son successeur Albinus (62 – 64) ». Cette exécution intervient, alors que depuis plusieurs années, « la Palestine s'enfonçait inexorablement dans le chaos et l'anarchie ».
Bien que l'exécution de Jacques soit mentionnée par de nombreuses sources chrétiennes transmises par Eusèbe de Césarée ou indépendantes de lui », il existe essentiellement deux versions de cette exécution. L'une est fournie par Flavius Josèphe au livre XX de ses Antiquités judaïques, l'autre provient d'un écrit d'Hégésippe de Jérusalem, transmis plus ou moins complètement par Clément d'Alexandrie (II, 23, 4-18), Eusèbe de Césarée (Histoire ecclésiastique, II, 1, 4-5) ou Épiphane de Salamine (Panarion 29.6.3).

#### Selon la version de Josèphe
« Ananius, qui appartient au courant sadducéen, a sans doute pensé rendre service à Rome en supprimant Jacques, car il a dû estimer qu'il est alors sous influence des Zélotes — son initiative a été mal appréciée, et lui a valu d'être destitué de sa charge de grand prêtre » à la demande du nouveau procurateur romain sitôt entré en fonction. Pierre-Antoine Bernheim se pose la question : « qui était donc Jacques », dans la société de Jérusalem ? En effet, si cette exécution provoque le renvoi du Grand-Prêtre aussi puissant qu'Anan, appartenant à une famille qui compta huit Grands prêtres en 60 ans et qui venait à peine d'être nommé, cela ne signifie-t-il pas que Jacques était un personnage important, bénéficiant d'alliés puissants à Jérusalem ?
« L'exécution de Jacques montre l'influence du mouvement nazaréen à cette époque, et sa perception comme un danger par les autorités du Temple de Jérusalem qui sont saducéennes. »

#### La version d'Hégésippe
Selon Étienne Nodet, « Le vêtement de lin et le droit exclusif d’entrer au sanctuaire campent Jacques comme grand prêtre pouvant entrer dans le Saint des Saints. Épiphane (Panarion 29.6.3) le qualifie expressément de grand prêtre et affirme qu’il portait la coiffe avec la feuille d’or (petalon) portant le nom divin (cf. Ex 28,36 ; AJ 3:172) ; ainsi, il entrait une fois par an au Saint des Saints. » Jérôme de Stridon, « dans un passage inspiré d’Hégésippe (Comm. In Gal. 1:19), dit expressément que Jacques entrait au Saint des Saints. » Épiphane de Salamine mentionne plus complètement qu'Eusèbe de Césarée la notice d'Hégésippe de Jérusalem racontant la lapidation de Jacques le Juste. Il « présente comme durable l’intercession de Jacques pour le peuple (cf. § 16), mais en rapprochant ce trait de sa qualité de grand prêtre, on voit apparaître des traces du rite typique du jour de l’Expiation (Kippour). » « D'autres détails donnés par Épiphane, comme les pieds nus de Jacques, en signe de pénitence, renvoient à ce jour (cf. m.Yoma 8:1). »

### Survivant de la révolte
Au cours de la révolte juive (66-70), il aurait abandonné Jérusalem avec une partie de la communauté nazaréenne de la ville pour se réfugier à  Pella (vers 68), ce qui aurait permis son retour après sa chute et la destruction du Temple (août 70). Toutefois, l'historicité de cette migration à Pella est contestée. D'autres historiens voient dans l'exécution de Jacques le Juste en 61/62, l'origine de cette fuite, qui est donc située par ceux qui admettent son existence entre 62 et 70. Vers 73, Simon a été placé à la tête de la qehila ou d'une des communautés nazaréennes de Jérusalem. Certains critiques estiment que la plupart des membres de l'église de Jérusalem ont péri pendant la prise de la ville et que seuls ceux réfugiés à Pella ont reconstitué la communauté dont Siméon était le dirigeant. La communauté judéo-chrétienne qui se reconstitue alors ne retrouve ni la prééminence, ni le prestige qui avaient été les siens avant la guerre.

### «Évêque» de Jérusalem
Les Pères de l'Église, lui donne le titre de deuxième évêque (episkopos) de Jérusalem, succédant à Jacques le Juste, « le frère du Seigneur » (voir l'article frères de Jésus). Siméon aurait été choisi, « moins comme témoin de la vie de Jésus que comme parent du Seigneur (Hist. eccl. 3, 32, 6) ». Ce qui conduit certains critiques à parler d'une sorte de « Califat » ou de succession dynastique. François Blanchetière estime qu'on « pourrait comparer cette succession sur la base de l'appartenance à la parenté avec le Seigneur, à la qualité de « Davidique » dans la famille de Hillel fondant la transmission de la charge de Nassi-chef du judaïsme palestinien au sein de cette même famille jusqu'à son extinction en 425. »
Il n'y a pas lieu de donner au terme episkopos (surveillant) un sens trop précis pour l'époque considérée. Sa compréhension avec le sens d'évêque est anachronique. Il faut le comprendre avec le sens qu'il a dans certaines lettres de Paul de Tarse (1 Tm 3, 2; Tt 1,7) ; « c'est donc l'intendant d'une communauté agissant seul ou en collège. » La critique estime généralement que la charge d'episkopos dans les communautés chrétiennes a dû correspondre à celle du mebaqer (inspecteur) pour le mouvement du Yahad — souvent identifié aux Esséniens — décrit dans certains Manuscrits de la mer Morte. Celui-ci « veille aussi par des inspections périodiques à la réalisation de l'idéal communautaire. »

### Juif hérétique
Des quelque quarante années pendant lesquelles Siméon a dirigé la communauté de Jérusalem, nous ne savons quasiment rien, sinon que c'est vraisemblablement durant ce dernier quart du Ier siècle que s'élargit la rupture entre les Nazôréens (notsrim en hébreu, les juifs chrétiens) et le mouvement des rabbins en formation dans l'Académie de Yabneh, notamment avec une nouvelle rédaction de la Birkat haMinim contenant une malédiction à l'égard des hérétiques (minim) parmi lesquels les Nazôréens sont inclus,.
C'est aussi durant cette période qu'Eliezer ben Hyrcanos comparaît devant un « Légat romain » pour « hérésie », tout au moins selon le Talmud. Éliezer ben Hyrcanos est visiblement soupçonné d'être un sympathisant du mouvement créé par Jésus, appelé dans les sources juives Yeshu haNotzri (Jésus le Nazoréen), ou le plus souvent Jésus ben Pantera, c'est-à-dire Jésus fils de Pantera, ou Pentera. Il sauve toutefois sa tête car le Légat n'a pas compris le véritable sens des propos tenus en sa présence par Éliezer. Il reconnaît ensuite avoir été séduit par les propos d'un personnage nommé Jacob le Min (Jacques l'hérétique) dans le récit et derrière lequel certains historiens reconnaissent Jacques le « frère » de Jésus alors que la plupart des critiques estiment que l'on ne dispose pas de suffisamment d'éléments pour effectuer cette identification. Rabbi Eliézer ben Hyrcanos « est un personnage très connu dans la littérature rabbinique » « Certains critiques considèrent que la comparution de rabbi Eliézer pourrait dater du règne de Trajan. » D'autres critiques préfèrent situer cet épisode vers 95, lors de la répression qui a eu lieu sous le règne de Domitien. Quelle que soit la datation de ces faits, ils témoignent d'une évolution certaine dans les rapports entre chrétiens et pharisiens/tannaïtes, clairement proscrits dans les années 90 ou 100.

### Luttes internes au mouvement
Nos connaissances sont encore moindre au sujet de l'action de Siméon. Selon Eusèbe de Césarée qui cite Hégésippe, un Nazôréen nommé Théboutis déçu de ne pas avoir été désigné « évêque » se serait séparé du groupe. Certains critiques y voit l'origine de la scission entre Nazaréens et ceux que les hérésiologues chrétiens appellent les Ébionites. Toutefois, cela est loin de faire consensus parmi les historiens, car « les chercheurs sont extrêmement divisés sur l'origine du mouvement ébionite. Celui-ci ne présentant aucune uniformité, certains critiques ont proposé d'établir une distinction entre « ébionites pharisiens » et « ébionites esséniens » ou entre « ébionites hérétiques » et « ébionites gnostiques », sans compter que parfois les « ébionites esséniens » sont considérés comme des « ébionites baptistes ». » Pour un nombre important de critiques, dans cette période et avant la connaissance de l'existence des Elkasaïtes qui n'intervient qu'à la fin du IIe siècle, le nom « ébionites » est un nom péjoratif utilisé par les hérésiologues de « la Grande Église » pour désigner la branche juive du mouvement créé par Jésus et ce nom désigne donc tout simplement le mouvement Nazôréen de l'époque justement dirigé à Jérusalem par Siméon de Clopas.

### Crucifié par les Romains
Hégésippe situe le « martyre » de Siméon sous l'empereur romain Trajan, lors de l'année consulaire d'Atticus et à l'époque du « soulèvement des populations » « dans certaines villes ». Il en fournit deux récits qu'Eusèbe de Césarée nous a transmis. Dénoncé comme « Davidique » et Chrétien par des « hérétiques » anonymes, arrêté et torturé, il serait mort crucifié à l'âge de cent vingt ans.
Certains historiens, comme Y. Lederman, estiment que le martyre de Siméon serait légendaire. François Blanchetière estime au contraire que cette exécution est cohérente avec ce que nous savons de la période. En particulier, le climat d'agitation qui régnait à l'époque et qui préoccupait grandement les autorités romaines sous Trajan, avec notamment la révolte des exilés (116) ; les poursuites contre les « Davidiques » attestées dès l'époque de Domitien ; le caractère « séditieux » attachés aux noms de christianus et de Christos, comme en témoignent Suetone et Tacite. Il est toutefois vraisemblable que l'âge de cent vingt ans soit un habillage légendaire des faits historiques.

### Justus, neveu de Jésus
Le successeur de Siméon est appelé Justus (le Juste) dans la plupart des sources. Il est toutefois désigné sous le nom de Judas chez Épiphane de Salamine ainsi que dans la liste des Constitutions apostoliques (VII, 46, 1). Dans celles-ci, il est rapporté que Judas (Justus) est le fils de Jacques (Constitutions apostoliques VII, 46, 2) cité deux lignes auparavant,: c'est-à-dire « Jacques, frère du Christ selon la chair » comme indiqué en Constitutions apostoliques VIII, 35, 1. On trouve très fréquemment le pseudonyme — ou le nom — Justus (le Juste) chez les membres de la famille de Jésus, qui est lui-même appelé le Juste (et pas Jésus) par Étienne dans son discours tel qu'il est recomposé dans les Actes des Apôtres (v. 37). Simon Claude Mimouni estime qu'il est possible que Justus soit le fils de Jacques. Dans ce cas, il aurait accédé à l'épiscopat à un âge avancé puisqu'il serait « forcément né avant 61/62, date de l'exécution de son père, ce qui pourrait alors expliquer la courte durée de son mandat. »

## Date de sa mort
La date de la mort de Siméon de Clopas est incertaine. Eusèbe de Césarée écrit que cette exécution eut lieu lors du « soulèvement des populations » « dans certaines villes », sous le règne de Trajan, alors que Atticus était consul. Dans ces conditions, Siméon « aurait été très jeune à l'époque de Jésus parmi ceux qui ont vu et entendu le Seigneur (Hégésippe, cité par Eusèbe dans Hist. ecclés. 3, 32, 4) ».
Selon Hégésippe, il aurait été crucifié à l'âge de cent vingt ans. Quoique rare, un âge de cent vingt ans n'est pas historiquement impossible. Le but recherché par les Romains par le crucifiement d'un tel vieillard ne peut toutefois que laisser perplexe. Pour François Blanchetière, « cet âge est cependant trop proche de l'âge idéal pour la mort des justes selon Gn. 6, 3. » Pour lui, « des données historiques ont reçu manifestement un habillage légendaire », l'accord entre les deux traditions se faisant sur la période du martyre, à savoir sous Trajan. Il est possible que ce grand âge se soit imposé pour rendre possible la tradition selon laquelle Siméon avait écouté les paroles de Jésus. Le fait que seulement Jacques le Mineur et Joset sont mentionnés comme fils de Marie la femme de Clopas à proximité de la croix de Jésus (Mc 15:40 ; Mt 27, 56), peut laisser penser que Siméon est né après la crucifixion de Jésus sous Ponce Pilate.
Toutefois, dans l'une des versions latine de la Chronique ecclésiastique d'Eusèbe de Césarée, un auteur anonyme a ajouté des indications chronologiques à la liste des quinze évêques de Jérusalem. D'après ce document, Siméon serait mort la dixième année consulaire du règne de Trajan, ce qui correspond à l'année 107/108. Eusèbe de Césarée est le premier auteur à avoir fourni cette liste d'évêques au IVe siècle. Mimouni estime que l'auteur qui a ajouté les informations chronologiques au texte d'Eusèbe de Césarée est probablement Jérôme de Stridon et accepte donc cette date de 107/108. D'autres historiens comme Marie-Françoise Baslez situent sa mort vers 115-117 durant la « persécution et l'éradication du judaïsme alexandrin, consécutive aux révoltes juives en Cyrénaïque et en Égypte », à la même époque que la condamnation d'Ignace d'Antioche dans la province romaine de Syrie.

## Problème d'identification
Siméon fils de Clopas — qui selon Hippolyte de Rome a aussi été surnommé « le Zélote » — est parfois confondu avec l'apôtre Simon le Zélote, membre du groupe des douze formé par Jésus. Ils sont pourtant différents, ne serait-ce que parce que Siméon fils de Clopas meurt crucifié dans l'empire romain, jugé en présence d'un consul romain au plus tôt en 106, alors que Simon le Zélote, meurt scié en deux, dans un pays situé de l'autre côté de l'Euphrate — c'est-à-dire soit l'Arménie soit l'empire parthe — plusieurs décennies auparavant.
La confusion semble provenir de l'identification du frère de Jésus, Jacques le Juste avec Jacques le Mineur effectuée par Jérôme de Stridon (saint Jérôme), qui a fait que les « frères » de Jésus sont devenus des cousins de ce dernier et précisément des fils de Marie Jacobé avec Clopas. L'identification proposée par Jérôme a par la suite été acceptée par l'Église catholique. De plus à partir du Ve siècle, l'idée que Joseph et Marie aient eu d'autres enfants est devenue hérétique, et « n'a plus guère été soutenue, jusqu'à l'apparition, il y a deux siècles, des études critiques du Nouveau Testament » Il est donc logique que des critiques aient considéré que tous ceux qui étaient appelés frère de Jésus étaient des fils de Clopas, bien que Jérôme n'ait alors parlé que des deux fils mentionnés dans les évangiles: Jacques le Mineur et José. Cette identification n'a toutefois jamais été acceptée par les Églises orientales qui distinguent Jacques le Mineur et Jacques frère du Seigneur et les fêtent séparément. « La très grande majorité des exégètes et des historiens estiment que Jacques le Juste n'est pas Jacques le Mineur et était le fils de Joseph avec Marie. »
Pour une partie de la tradition catholique le « frère » de Jésus appelé Simon dans les évangiles synoptiques serait la même personne que Simon le Zélote (ou le Cananéen) qui serait fils de Clopas et donc le même que l'évêque de Jérusalem. Si on en croit Bède le Vénérable (mort en 735), ce serait Isidore qui pourrait être le premier à avoir fait la confusion entre Simon le Zélote (Ac. 1, 13) et Siméon qui a succédé à Jacques comme « évêque » de Jérusalem. Après avoir repris cette information fournie par cet Isidore dans un premier livre de son Commentaire sur les Actes des Apôtres, Bède indique avoir cherché à la vérifier et n'avoir trouvé nulle trace dans les sources de l'époque d'un autre auteur qui ait fait la même identification,.
Simon le Zélote et Siméon fils de Clopas sont d'ailleurs fêtés à des dates différentes et figurent aussi à des dates différentes dans les martyrologes y compris les plus antiques.

## Rapport avec la «Grande Église»
Il n'y a aucune trace de rapport du mouvement nazôréen dirigé par Siméon et les communautés qui vont former la « Grande Église » chrétienne, que l'on peut aussi qualifier de communautés pauliniennes. En particulier aucun texte des églises de Rome ou des « sept églises » de la province romaine d'Asie — bien qu'Irénée de Lyon soit originaire de Smyrne — n'évoque le moindre lien dans cette période avec l'église de Jérusalem. Toutefois, si l'on retient les écrits canoniques rattachés à la figure de l'apôtre Jean de Zébédée (l'évangile qui lui est attribué, l'Apocalypse et certaines des épîtres qui lui sont attribuées), « rien n'empêche alors de penser une présence nazôréenne en Asie Mineure, notamment à Éphèse, mais aussi dans d'autres cités. » Certains historiens font toutefois le lien avec la crucifixion de Siméon et l'exécution d'Ignace d'Antioche qu'ils situent dans la même phase de répression, au début de la Révolte des exilés. À partir de cette période ou à partir de 135, le mouvement nazôréen semble être de plus en plus marginalisé dans la « Grande Église », au point d'être considéré comme hérétique au moins à partir de la seconde moitié du IVe siècle. Toutefois, certains historiens estiment que la communauté nazôréenne de Jérusalem est incluse parmi les hérétiques « ébionites » dont parle pour la première fois Irénée de Lyon.

## Citations dans les écrits antiques
Il est cité dans quatre chapitres de l'Histoire ecclésiastique d'Eusèbe de Césarée :
- HE 3, 11

« Après le martyre de Jacques et la destruction de Jérusalem qui arriva en ce temps, on raconte que ceux des apôtres et des disciples du Seigneur qui étaient encore en ce monde vinrent de partout et se réunirent en un même lieu avec les parents du Sauveur selon la chair (dont la plupart existaient à cette époque). Ils tinrent conseil tous ensemble pour examiner qui serait jugé digne de la succession de Jacques, et ils décidèrent à l'unanimité que Siméon, fils de ce Clopas dont parle l'Évangile (Συμεῶνα τὸν τοῦ Κλωπᾶ, οὗ καὶ ἡ τοῦ εὐαγγελίου), était capable d'occuper le siège de cette église : il était, dit-on, cousin du Sauveur : Hégésippe raconte en effet que Clopas était le frère de Joseph. »

- HE 3, 22

« À Antioche, après Evodius qui en fut le premier évêque, en ce temps-là, Ignace en a été le second. Siméon fut pareillement le second qui, après le frère de notre Sauveur, eut à cette époque la charge de l'église de Jérusalem. »

- HE 3, 32

« Après Néron et Domitien, sous le prince dont nous examinons actuellement l'époque, on raconte que, partiellement et dans certaines villes, le soulèvement des populations excita contre nous une persécution. C'est alors que Siméon, fils de Clopas, dont nous avons dit qu'il était le second évêque de Jérusalem, couronna sa vie par le martyre, comme nous l'avons appris. Ce fait nous est garanti par le témoignage d'Hégésippe, auquel nous avons déjà emprunté maintes citations. Parlant de divers hérétiques, il ajoute qu'à cette époque Siméon eut alors à subir une accusation venant d'eux ; on le tourmenta pendant plusieurs jours parce qu'il était chrétien ; il étonna absolument le juge et ceux qui l'entouraient; enfin, il souffrit le supplice qu'avait enduré le Sauveur. Mais rien ne vaut comme d'entendre l'écrivain dans les termes dont il s'est servi et que voici : “C'est évidemment quelques-uns de ces hérétiques qui accusèrent Siméon, fils de Clopas d'être descendant de David et chrétien ; il subit ainsi le martyre à cent vingt ans sous le règne de Trajan et le consulaire Atticus.” Le même auteur dit encore qu'il arriva à ses accusateurs dans la recherche qu'on fit des rejetons de la race royale des Juifs, d'être mis à mort comme appartenant à cette tribu. Siméon, on peut l'inférer à bon droit, est lui aussi un des témoins qui ont vu et entendu le Seigneur ; on en a la preuve dans sa longévité et dans le souvenir que l'Évangile consacre à Marie, femme de Clopas, qui fut sa mère comme nous l'avons dit plus haut. Le même auteur nous apprend encore que d'autres descendants de Jude, l'un de ceux qu'on disait frères du Seigneur, vécurent jusqu'au temps du même règne de Trajan, après avoir, sous Domitien, rendu témoignage à la foi chrétienne ainsi que nous l'avons déjà noté. Voici ce que nous raconte cet écrivain : “Ils vont donc servant de guides à chaque église en qualité de martyrs et de parents du Seigneur. Grâce à la paix profonde dont l'église entière jouissait alors, ils vivent jusqu'à Trajan. Sous le règne de ce prince, Siméon, dont il a été question plus haut, fils de Clopas, l'oncle du Seigneur, dénoncé par des hérétiques, fut lui aussi jugé comme eux sous le consulaire Atticus, pour le même motif. Ses tortures durèrent de longs jours et il rendit témoignage de sa foi de façon à étonner tout le monde et le consulaire lui-même, qui était surpris de voir une telle patience à un vieillard de cent vingt ans. Il fut condamné à être crucifié.” »

- HE 4, 22

« Le même Hégésippe expose aussi les débuts des hérésies de son temps, en ces termes : “Après Jacques le Juste, qui subit le martyre comme le Seigneur, pour la même doctrine, Siméon, fils de Clopas, oncle du Christ, fut établi second évêque de Jérusalem ; tous le préférèrent parce qu'il était cousin de Jésus…” »

Un texte attribué à Hippolyte de Rome (Hippolyte sur les douze apôtres) indique que Siméon, « le fils de Clopas », aurait lui aussi été surnommé « le Zélote ». L'extrait dit ceci :

« Simon le Zélote, le fils de Clopas, qu'on appelle aussi Jude, devint évêque de Jérusalem après Jacques le Juste et il s'endormit dans la mort et fut enterré là à l'âge de 120 ans. »

## Traditions ou légendes
Dans l'Invention de la croix par Protonikè (BH0 211), conservée dans deux versions en syriaque qui datent au plus tôt des IVe – Ve siècle, il est rapporté que la croix de Jésus a été confiée d'abord à Jacques le frère du Seigneur et ensuite à Siméon fils de Clopas, martyrisé sous Trajan. Elle a été ravie à ce dernier par Nicétas et enterrée à vingt coudées de profondeur où elle est restée pendant toute la durée du mandat des treize autres évêques de Jérusalem, pour n'être retrouvée que par Judas le quinzième de ces évêques. La deuxième version raconte à peu près le même scénario avec des variantes, mais précise explicitement que celui qui retrouve la croix est Judas le Cyriaque, un arrière petit-fils du frère de Jésus appelé Jude (à ne pas confondre avec Judas le Cyriaque du IVe siècle, avec lequel la légende fait un parallèle évident). Protonikè recherche la croix de Jésus à l'époque où Jacques le Juste est « évêque » de Jérusalem. Elle est donnée comme étant la femme du « général Claudius », adjoint de l'empereur. Il s'agit d'un parallèle assez clair effectué entre cette Protonikè et Hélène la mère de Constantin Ier, réputée avoir mené une grande activité pour retrouver la croix de Jésus à Jérusalem.

## Célébrations
Il est fêté le 27 avril par les Églises chrétiennes orientales, et le 18 février dans les Églises occidentales.

### Liens
- Notices d'autorité :   - VIAF
  - Tchéquie